# Ochna schweinfurthiana
Ochna schweinfurthiana là một loài thực vật có hoa trong họ Ochnaceae. Loài này được F.Hoffm. mô tả khoa học đầu tiên năm 1889.